# 5257 Laogonus
5257 Laogonus è un asteroide troiano di Giove del campo troiano. Scoperto nel 1988, presenta un'orbita caratterizzata da un semiasse maggiore pari a 5,1603395 au e da un'eccentricità di 0,0323378, inclinata di 2,87028° rispetto all'eclittica.
L'asteroide è dedicato a Laogono, figlio di Biante.